# Sawaguchi Masahiko
Masahiko Sawaguchi (澤口 雅彦, sinh ngày 22 tháng 7 năm 1985) là một cầu thủ bóng đá người Nhật Bản.

## Thống kê câu lạc bộ
Cập nhật đến ngày 23 tháng 2 năm 2018.
| Thành tích câu lạc bộ | Thành tích câu lạc bộ       | Thành tích câu lạc bộ | Giải vô địch | Giải vô địch | Cúp                   | Cúp                   | Tổng cộng | Tổng cộng |
| Mùa giải              | Câu lạc bộ                  | Giải vô địch          | Số trận      | Bàn thắng    | Số trận               | Bàn thắng             | Số trận   | Bàn thắng |
| Nhật Bản              | Nhật Bản                    | Nhật Bản              | Giải vô địch | Giải vô địch | Cúp Hoàng đế Nhật Bản | Cúp Hoàng đế Nhật Bản | Tổng cộng | Tổng cộng |
| --------------------- | --------------------------- | --------------------- | ------------ | ------------ | --------------------- | --------------------- | --------- | --------- |
| 2005                  | Ryutsu Keizai University FC | JFL                   | 3            | 0            | -                     | -                     | 3         | 0         |
| 2006                  | Ryutsu Keizai University FC | JFL                   | 19           | 2            | 0                     | 0                     | 19        | 2         |
| 2007                  | Ryutsu Keizai University FC | JFL                   | 22           | 0            | 0                     | 0                     | 22        | 0         |
| 2008                  | FC Ryūkyū                   | JFL                   | 31           | 2            | -                     | -                     | 31        | 2         |
| 2009                  | Fagiano Okayama             | J2 League             | 39           | 3            | 0                     | 0                     | 39        | 3         |
| 2010                  | Fagiano Okayama             | J2 League             | 27           | 2            | 1                     | 0                     | 28        | 2         |
| 2011                  | Fagiano Okayama             | J2 League             | 37           | 2            | 2                     | 0                     | 39        | 2         |
| 2012                  | Fagiano Okayama             | J2 League             | 41           | 0            | 1                     | 0                     | 42        | 0         |
| 2013                  | Fagiano Okayama             | J2 League             | 13           | 2            | 0                     | 0                     | 13        | 2         |
| 2014                  | Fagiano Okayama             | J2 League             | 6            | 0            | 0                     | 0                     | 6         | 0         |
| 2015                  | Fagiano Okayama             | J2 League             | 6            | 0            | 0                     | 0                     | 6         | 0         |
| 2016                  | Fagiano Okayama             | J2 League             | 24           | 2            | 1                     | 0                     | 25        | 2         |
| 2017                  | Fagiano Okayama             | J2 League             | 25           | 1            | 1                     | 0                     | 26        | 1         |
| Tổng                  | Tổng                        | Tổng                  | 293          | 16           | 6                     | 0                     | 299       | 16        |